# سیارک ۴۲۳۹
سیارک ۴۲۳۹ (به انگلیسی: 4239 Goodman، نامگذاری:1980OE) چهار هزار و دویست و سی و نهمین سیارک کشف شده‌است که در ۱۷ ژوئیه ۱۹۸۰ کشف شد.
قدر مطلق سیارک برابر ۱۴٫۳۰ است.